# Miogryllus bohlsii
Miogryllus bohlsii är en insektsart som först beskrevs av Giglio-tos 1895.  Miogryllus bohlsii ingår i släktet Miogryllus och familjen syrsor. Inga underarter finns listade i Catalogue of Life.